# Vippfyr

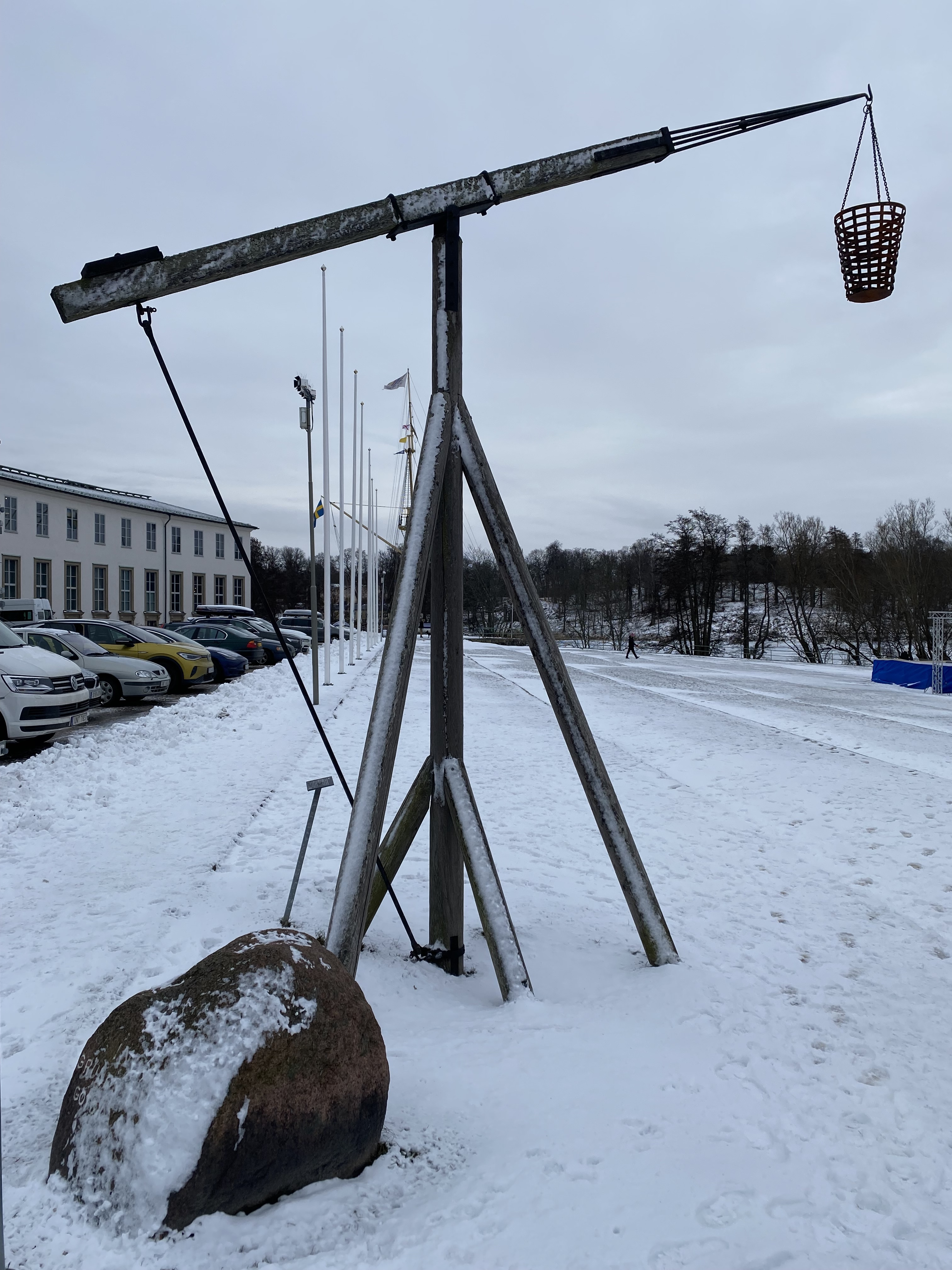
Vippfyr utanför Sjöhistoriska museet i Stockholm, 2022.

Vippfyr är en ställning med öppen eld i en metallkorg, där korgen lyfts upp och ner med en hävstång.
Vippfyren uppfanns omkring 1627 av dansken Jens Pedersen Grove (1584-1639) och de första vippfyrarna uppfördes i Skagen, Anholt och på den gamla fyrplatsen Kolabacken på Falsterbonäset 1636. Nidingen fick en vippfyr under 1630-talet. Ölands södra udde hade en vippfyr under kort tid på 1670-talet.